# National Council of Negro Women
National Council of Negro Women, Inc. (NCNW) är en amerikansk organisation, grundad 1935.
NCNW verkar för att förbättra livet för afroamerikanska kvinnor och deras barn. Den grundades av Mary McLeod Bethune (ordförande 1935-1949) för att aktivera afroamerikanska kvinnor i samhällsengagemang och indirekt stöd, utöver direkt engagemang i medborgarrättsrörelsen. Den framhävde yrkesverksamma och samhällsengagerade kvinnor som förebilder. 
NCNW fungerar som en paraplyorganisation för afroamerikanska föreningar. 